# Erbschaftsteuer in Zypern
Die Erbschaftsteuer wurde in der Republik Zypern zum 1. Januar 2000 abgeschafft, für Schenkungen von Grundstücken zwischen nahen Familienangehörigen wird aber eine sogenannte transfer tax erhoben.

## Meldepflicht
Der für den Nachlass verantwortliche Erbe ist weiterhin verpflichtet, innerhalb von sechs Monaten nach dem Tod des Erblassers bei den Steuerbehörden ein Nachlassverzeichnis, das auch die Verbindlichkeiten des Verstorbenen umfasst, einzureichen.

## Verkehrsteuer bei Familienschenkungen
Bei der Übertragung von Grundstücken fällt in Zypern transfer tax an, die gestaffelt nach dem vom Grundbuchamt (Land Registry Department) geschätzten Grundstückswert 3 % (Wert 0 bis 85.430 Euro), 5 % (85.831 bis 170.860 Euro) oder 8 % (über 170.860 Euro) beträgt. Bei Schenkungen innerhalb der Familie wird diese Steuer wie folgt berechnet:
- Übertragung zwischen Ehegatten: 8 %
- Übertragung von Eltern auf Kinder: 4 %
- Übertragung zwischen sonstigen Verwandten: 8 %[2]

## Erbschaftsteuer im Nordteil der Insel
In Nordzypern (Türkische Republik Nordzypern) wird eine Nachlasssteuer erhoben, wofür der für den Nachlass zuständige Erbe verantwortlich ist. Der Steuer unterliegen alle Residenten, die mehr als sechs Monate im Jahr dort wohnen, mit ihrem gesamten Weltvermögen. Steuerfrei sind 110.000 Euro, für Ehegatten und Kinder zuzüglich weitere 11.000 Euro pro Person. Der übersteigende Betrag wird nur noch mit 1 % besteuert.